# Euphorbia lucorum
Euphorbia lucorum är en törelväxtart som beskrevs av Franz Josef Ivanovich Ruprecht. Euphorbia lucorum ingår i släktet törlar, och familjen törelväxter. Inga underarter finns listade i Catalogue of Life.